# Dietrich Garstka

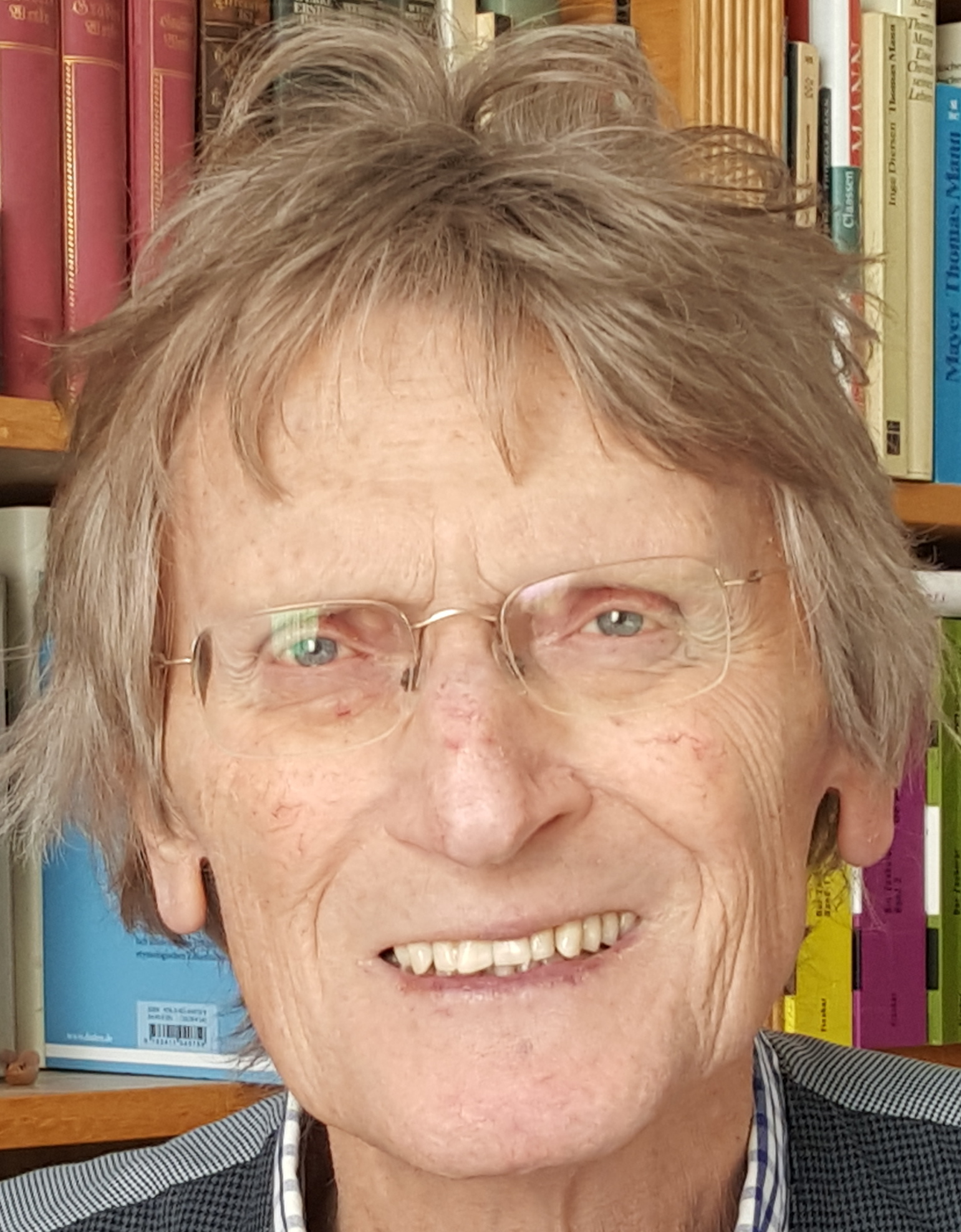
Dietrich Garstka (Februar 2018)

Dietrich Garstka (* 1939 in Berlin; † 18. April 2018) war ein deutscher Dozent und Gymnasiallehrer und Autor eines Buches.

## Leben
Garstka besuchte eine Schule in Storkow, bis er mit vielen seiner Klassenkameraden aus der DDR nach West-Berlin floh. Nach seinem Abitur in Bensheim studierte er Germanistik, Soziologie und Geographie in Köln und Bochum. Er arbeitete als Gymnasiallehrer an der Alfred-Krupp-Schule in Essen sowie in Krefeld. Bis zu seinem Tod war er Dozent an der Volkshochschule Essen im Fachbereich Kunst und Kultur.
Im Jahre 2006 veröffentlichte Garstka sein Buch Das schweigende Klassenzimmer im Ullstein Verlag. Darin protokolliert er die dramatischen Ereignisse, in deren Verlauf seine Abiturklasse anlässlich des Ungarischen Volksaufstands 1956 mit den höchsten Stellen des DDR-Staatsapparates in Konflikt gerät. Basierend auf dem Buch von Garstka entstand im Jahr 2017 der gleichnamige Film unter der Regie von Lars Kraume. Der Film hatte seine Weltpremiere am 20. Februar 2018 auf der Berlinale in der Sektion Berlinale Special. Knapp zwei Monate danach starb Garstka nach langer und schwerer Krankheit.

## Werke
- Das schweigende Klassenzimmer: eine wahre Geschichte über Mut, Zusammenhalt und den Kalten Krieg. Ullstein, Berlin 2006, ISBN 978-3-550-07892-7 (Neuauflage 2007, 2008)
  - De zwijgende klas: Oost-Duitse scholieren trotseren de staat. Mets & Schilt, Amsterdam 2008, ISBN 978-90-5330-582-9 (niederländische Ausgabe)
  - Chinmoku suru kyōshitsu. Senkyūhyakugojūrokunen higashidoitsu jiyū no tame ni kokkyō o koeta kōkōseitachi no shinjitsu no monogatari. Arufabētabukkusu, Tokyo 2019, ISBN 978-4-86598-064-6 (japanische Ausgabe)